# Jerzy Wandzioch
Jerzy Wandzioch fue un deportista polaco que compitió en esgrima, especialista en la modalidad de sable. Ganó una medalla de oro en el Campeonato Mundial de Esgrima de 1961 en la prueba por equipos.

## Palmarés internacional
| Campeonato Mundial | Campeonato Mundial | Campeonato Mundial | Campeonato Mundial |
| Año                | Lugar              | Medalla            | Prueba             |
| ------------------ | ------------------ | ------------------ | ------------------ |
| 1961               | Turín (Italia)     | Medalla de oro     | Sable por equipos  |